# Манастир Света Лазарица
Манастир Света Лазарица је манастир Српске православне цркве посвећен Светом кнезу Лазару. Манастир се налази у Хрватској, у Далмацији на локалитету Далматинско Косово. Припада селу Звјеринац и од Книна је удаљен десетак километара.

## Положај и прошлост манастира
Налази се у подножју планина Динара, Козјак и Промина. У близини манастира протиче река Косовчица.
Црква је основана 1889. године. Градња цркве започела је 1874. године за време епископа Стефана Кнежевића (1853—1890). Првобитно је требало да буде посвећена Светом Јоакиму и Ани, међутим када је завршена, посвећена је Светом кнезу Лазару. Током градње епископ Стефан Кнежевић није одмах смео да посвети манастир кнезу Лазару пошто је тада овим просторима владала Аустроугарска, која би омела градњу манастира пошто је култ кнеза Лазара у оно време значио оживљавање косовске идеологије међу православним Србима у Далмацији. Такође аустроугарске власти строго су забрањивале подизање храмова Србима светитељима, као и национално буђење српског идентитета. Изградња цркве је трајала петнаест година и завршена је на Видовдан 1889. године. Тада је обележавано 500 година од Косовске битке и на тај дан је црква освећена. Та свечаност је превазишла све претходне црквене манифестације у Далмацији, а „Српски лист“ је навео да је на освештању цркве било присутно око 7.000 верника.
Већ 1890. године, у близини храма је изграђена железничка пруга, а станица је названа Косово. Изградња железнице је довела до тога да се сваке године на Видовдан у манастиру окупљала велика маса народа из читаве Далмације.
Уз благослов тадашњег епископа далматинског Иринеја (Ђорђевића), 1935. године саграђен је нови звоник који осветио Патријарх српски Варнава, уз учешће неколико епископа.
Године 1940. црква Лазарица је проглашена манастиром и метохом манастира Крке. Тада манастир добија име Света Лазарица.
За време Другог светског рата црква је оштећена и пропадала је до 1964. године када је почела њена обнова. Међутим црква Лазарица је поново пострадала од земљотреса који је 1970. године погодио Книнску Крајину. Тада је потпуно срушена цела кровна конструкција. Храм се обнављао до 1973. године када је поново освећен на Видовдан.
Током рата у Хрватској оштећена је унутрашњост Манастира Света Лазарица. После рата, неколико пута је започињана обнова, да би 2008. године био изграђен конак. Манастир је поново заживео 2008. године када у њега долази настојатељ, јеромонах Симон.